# Peppy Polly
Peppy Polly er en amerikansk stumfilm fra 1919 af Elmer Clifton.

## Medvirkende
- Dorothy Gish som Polly
- Richard Barthelmess som James Merritt
- Edward Peil
- Emily Chichester som Sarah Keene
- Kate Toncray som Kingsley Benedict